# Cumbre de Jefes de Estado y de Gobierno de la Organización de los Estados Americanos
La Cumbre de Jefes de Estado y de Gobierno de la OEA, se refiera a las dos reuniones de consulta política realizadas por los Presidentes de las Américas dentro del sistema de la OEA en 1956 y 1967.
1. Panamá, 22 de julio de 1956. Participan 19 países de América. Se aprueba la Declaración de Panamá, y las bases para la creación del Banco Interamericano de Desarrollo.
2. Punta del Este, Uruguay, 12-14 de abril de 1967. Participan 19 países y Haití. Se aprueba la Declaración de los Presidentes de América. En dicho documento se declara el compromiso de fortalecer los objetivos y compromisos de la Alianza para el Progreso, establecer un zona de libre comercio (sin Estados Unidos) por medio de la ALALC y el Mercado Común Centroamericano, modernización de la infraestructura de comunicaciones a nivel regional, mejorar condiciones del comercio exterior de América Latina, modernización de la vida rural y aumento de la producción agropecuaria, promover el desarrollo educacional, científico y tecnológico y la salud así como su cooperación, eliminación de gastos militares innecesarios.

La Cumbre de las Américas es considerada como la continuación de estas dos Cumbres.